# Furcifer balteatus
Furcifer balteatus (Duméril & Bibron, 1851) è un piccolo sauro della famiglia Chamaeleonidae, endemico del Madagascar.

## Descrizione
Questo camaleonte ha una livrea di colore verde brillante, con una caratteristica banda color cuoio, bordata di verde più scuro, che corre diagonalmente lungo i fianchi. I maschi sono dotati di un doppio corno osseo.

## Biologia
È una specie ovipara.

## Distribuzione e habitat
Questa specie ha un areale frammentato che comprende almeno due differenti aree del Madagascar sud-orientale.
Il suo habitat tipico è la foresta pluviale.

## Conservazione
La IUCN Red List classifica F. balteatus come specie in pericolo di estinzione (Endangered).
La specie è inserita nella Appendice II della Convention on International Trade of Endangered Species (CITES).
La si può osservare all'interno del Parco nazionale di Ranomafana e del Parco nazionale di Andohahela.